# Heiko Mählmann
Heiko Mählmann (* 26. Mai 1965) ist Präsident der Deutschen Lebens-Rettungs-Gesellschaft (DLRG) Landesverband Hamburg e. V.

## Leben
Heiko Mählmann schloss im Jahr 1994 ein Studium als Bauingenieur an der Hochschule für Angewandte Wissenschaften Hamburg mit dem akademischen Grad eines Diplom-Ingenieurs ab. 1994 bis 1999 war er als Bauleiter und Projektleiter bei der Stahmo GmbH in Hamburg tätig. Von 1999 bis 2018 war Mählmann bei der Hamburger Hafen und Logistik AG beschäftigt, zuerst als strategischer Einkäufer, ab 2013 als Leiter Baueinkauf. Vom 1. Juli 2018 bis zum 30. Juni 2023 war Heiko Mählmann Geschäftsführer der GHC Gerling, Holz & Co. Handels GmbH in Hamburg. Seit dem 1. Juli 2023 ist Heiko Mählmann beim Kreis Herzogtum Lauenburg auf einer Stelle eines Verwaltungsdirektors beschäftigt. Er leitet dort den Fachdienst Gebäudemanagement.

## Wirken in der DLRG
Mählmann trat 1975 in die DLRG ein, nachdem er einen Freund vor dem Ertrinken aus der Ostsee gerettet hatte. Seine Heimatgliederung ist der Bezirk Altona. Seit 1981 ist er in der Rettungsschwimmerausbildung aktiv. Im Bezirk Altona der DLRG war er von 1986 bis 1989 Pressewart und von 1989 bis 2007 stellvertretender Technischer Leiter und Leiter Ausbildung. Seit 1992 arbeitet Mählmann im DLRG Landesverband Hamburg mit. Er war von 1992 bis 2004 Landesbeauftragter für Erste Hilfe/Sanitätsausbildung und bis 2010 Landesbeauftragter für Lizenzausbildung im Schwimmen und Rettungsschwimmen. 1994 wurde er zum stellvertretenden Technischen Leiter und Leiter Ausbildung des Landesverbandes Hamburg der DLRG gewählt. Dieses Amt hatte er bis 2003 inne. 2002 wurde er zum Vizepräsidenten der DLRG Landesverband Hamburg e. V. gewählt. Dieses Amt hatte er bis 2011 inne. Am 30. April 2011 wurde Heiko Mählmann zum Präsidenten des DLRG Landesverband Hamburg e. V. gewählt. Mählmann ist Mitglied im Ausschuss für Katastrophenschutz der Behörde für Inneres und Sport. 2015 erhielt er das Bundesverdienstkreuz am Bande für seine langjährige ehrenamtliche Tätigkeit für die DLRG anlässlich des Tages des Ehrenamtes.

## Kritik an Unfallvorsorge
Einen Namen machte sich Mählmann insbesondere bei seiner Kritik nach dem Unfall mit Todesfolge am 19. April 2013 auf der Hamburger Außenalster, wo der 13-jährige Lorenz unter tragischen Umständen beim Rudertraining ums Leben kam. In der Folge kam Kritik auf, warum der Junge ertrinken musste. Hierzu wurde Mählmann oft zitiert, der sowohl den Wegfall von zwei strategisch wichtigen Plätzen für die DLRG Hamburg an der Außenalster anprangerte, als auch die fehlenden Rettungswesten bei Ruderern. Diese seien bei Seglern Pflicht, bei Ruderern aber bislang nicht. In der Folge wurde eine Kampagne zur Aufklärung über die Gefahren des Wassersports in Hamburg gestartet, da sich im August 2013 ein weiterer Badeunfall im Stadtparksee in Hamburg ereignete.

## Ehrungen
- 1976: Erinnerungsplakette für Rettung aus Gefahr, Ministerpräsident des Landes Schleswig-Holstein
- 1976: DLRG Plakette für Rettung aus Lebensgefahr in Bronze,
- 2002: Dankmedaille Hochwasser 2002, Senat der Freien und Hansestadt Hamburg
- 2002: Einsatzmedaille Fluthilfe 2002, Bundesminister des Innern
- 2004: Verdienstabzeichen der DLRG in Gold, Präsident der DLRG
- 2006: Medaille für treue Arbeit im Dienste des Volkes, Senat der Freien und Hansestadt Hamburg
- 2011: Verdienstabzeichen der DLRG in Gold mit Brillant, Präsident der DLRG
- 2014: Hamburgische Ehrenamtsmedaille in Bronze, Senat der Freien und Hansestadt Hamburg
- 2015: Bundesverdienstkreuz am Bande, Bundespräsident[4][2][3]
- 2019: Hamburgische Ehrenamtsmedaille in Silber, Senat der Freien und Hansestadt Hamburg
- 2023  Hamburgische Ehrenamtsmedaille in Gold, Senat der Freien und Hansestadt Hamburg

## Figur im Miniatur Wunderland Hamburg
Bei den Feierlichkeiten zum 100-jährigen Jubiläum der DLRG 2013 wurde im Miniatur Wunderland in Hamburg der DLRG-Kreisverband Knuffingen gegründet. Dieser befindet sich im Miniatur-Wunderland in Form von Miniaturfiguren in der Nähe von Knuffingen, einem virtuellen Ort auf der größten Modelleisenbahn der Welt. Dort erhielten der regierende Bürgermeister der Hansestadt Hamburg, Olaf Scholz, DLRG-Präsident Klaus Wilkens und der Präsident der DLRG Hamburg, Heiko Mählmann einen Platz als Aufseher im Miniatur Wunderland in Form von kleinen Figuren auf einem Hochsitz, die den „Strand von Knuffingen“ bewachen. Der „Kreisverband Knuffingen“ hat sogar eine eigene Internetpräsenz.